# Peter Jürgens

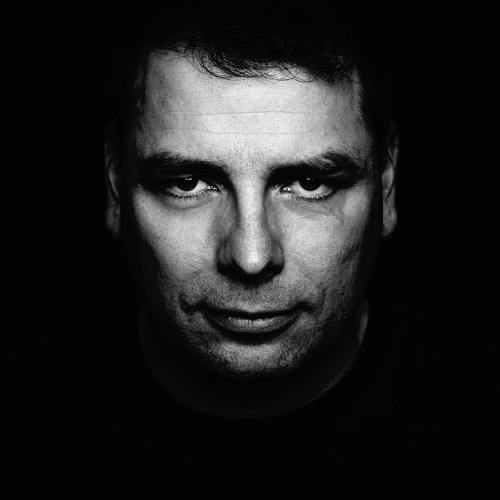
Peter Jürgens 2016

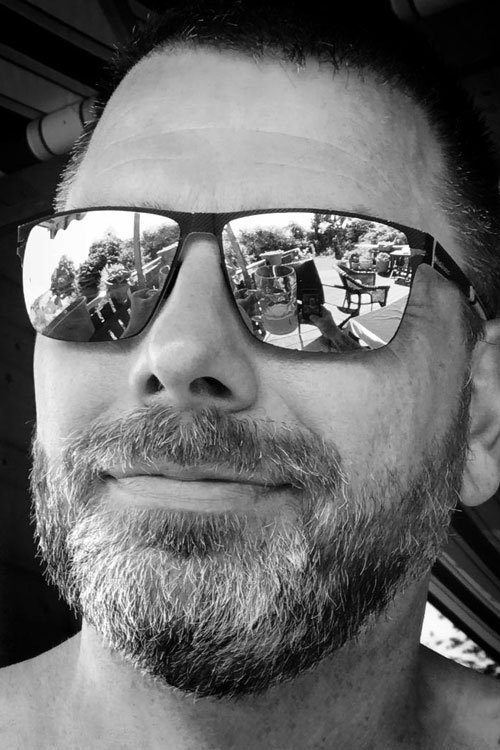
Peter Jürgens / Peter Gun / Ten Madison

Peter Jürgens (* 13. November 1969 in Unna, Nordrhein-Westfalen) ist ein deutscher DJ, Musikproduzent, Betreiber eines Musikstudios (Suncity Music) und Tattoo Artist, der auch unter den Pseudonymen Ten Madison und Peter Gun bekannt ist. Er produziert hauptsächlich im Bereich Techno (verschiedenste Stilrichtungen) & Chill Out.

## Pseudonyme
Peter Jürgens arbeitet als DJ und Produzent unter drei verschiedenen Pseudonymen. Diese sind: als Peter Jürgens (Techno), als Peter Gun (Progressive House) und Ten Madison (Chill Out). Darüber hinaus gibt es diverse Musik-Projekte an denen er als Produzent und Musiker beteiligt ist.

## Leben
Peter Jürgens wurde 1969 in Unna als jüngstes von drei Geschwistern geboren. Zur elektronischen Musik kam er bereits 1983, als er sich heimlich die Platten seines Bruders Mike griff, der ebenfalls DJ war, und begann damit zu spielen.
Nach seiner Ausbildung zum Informationstechniker, widmete er sich immer mehr der Musik und machte gleichzeitig sein Hobby, das Tätowieren, 1996 zum Beruf. Neben der Musikproduktion und dem DJing wurde das Tätowieren zum zweiten Standbein. 2008 eröffnete er mit "Colours World" sein eigenes Tattoo-Studio.
Peter Jürgens betreibt seit 1992 sein eigenes Tonstudio "Suncity Music". Nach mehreren Umzügen von Unna über Düsseldorf nach Dortmund, hat das Studio heute seinen festen Sitz in Fröndenberg.
Er ist verheiratet, Vater von zwei Kindern und lebt in Fröndenberg.

## Werdegang
Noch bevor Peter Jürgens zur Musik kam, war er in den 1980er- und Anfang der 1990er-Jahre begeisterter BMX Sportler, der es bis zur Teilnahme an den Weltmeisterschaften 1992 in Aalborg schaffte. Durch seinen Bruder Mike kam er schon früh zur elektronischen Musik und dadurch auch zum Auflegen bzw. später zum Produzieren.
Im Alter von 15 begann er sich auch um die ersten eigenen Produktionen zu kümmern. Seine eigentliche Laufbahn als Produzent und später als DJ begann schließlich 1992. Seinen ersten Release hatte er 1997 auf dem Label Warehouse Records. Diesem folgten schnell weitere Releases u. a. auf den Labels: Drizzly, Bonzai, Zyx, Dance Street, Beat and Friends, Elec-tribe, Mutekki, Mauritius, Millennium Records, Audio Therapy, Iboga, Kling Klong, Superstar und Armada.
Ende der 1990er- und Anfang der 2000er-Jahre produzierte er erfolgreich u. a. für und mit Künstlern wie Mario De Bellis, Oliver Kleine-Weischede, Björn Mandry, Lars Josten. Als Remixer hat für Künstler wie: Nalin & Kane, Billie Ray Martin, Dabruck & Klein, Axwell, Mylo, Armin van Buuren, Moguai, Flat Pack, Martin Eyerer, Tube & Berger, D-Nox, Vernon Price, Dj Spud, Tocadisco gearbeitet. Bis 2020 hat Peter Jürgens unter verschiedenen Namen und Projekten mehr als 400 Platten weltweit veröffentlicht.

## Ten Madison/Peter Gun

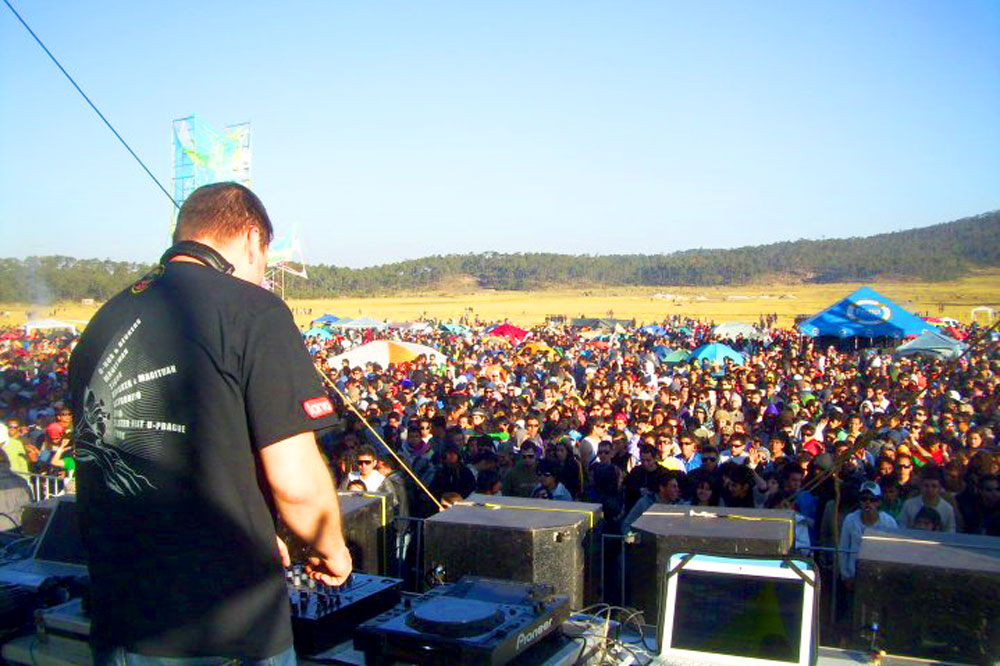
Peter Gun - Australien Earthcore Festival 2008

Seine erste LP im Bereich Chill Out unter dem Pseudonym "Ten Madison" veröffentlichte Peter Jürgens im Jahr 2000 auf dem Label "Beats and Friends". Der sehr erfolgreichen CD "Trip Illusion" folgten bis heute sieben weitere Alben, die weltweit große Anerkennung genießen. 2019 führten diese Produktionen dazu, dass er für den deutschen Star DJ ALLE FARBEN ein komplettes Chill Out Album produzieren durfte (Out Of Space) das am 17. Juli 2020 erschien.
Unter dem Namen "Peter Gun" (Progressive House) veröffentlichte Peter Jürgens 2003 die erste Platte. Titel: The Chase/Main Attraction. Dieser Aufnahme folgten div. Veröffentlichungen unter "Peter Gun" auf Labeln wie Iboga, Tribal Vision, Baroque, Klingeling, Elec-tribe, Mutekki, ZuHouse, Millennium Rec. 2004 kam das erste "Peter-Gun"-Album auf den Markt - Titel: "Pressure Point". Insgesamt gibt es aktuell fünf Peter-Gun-Alben. Das sechste Album ist fast fertig und wird bald folgen.
Weitere sehr bekannte Projekte, an denen Peter Jürgens beteiligt ist, sind: Peter Juergens & Oliver Klein, Bleech & Skinner, Daikon, Fish & Pete, GMM, Gun & Gore, Nuts & Bolts, O.P., Prawler, Rhythm Dealer, Sukothai, Untouchables, Voodoo Blend, Waveshaper, u.v.m.

## DJ/Live Act

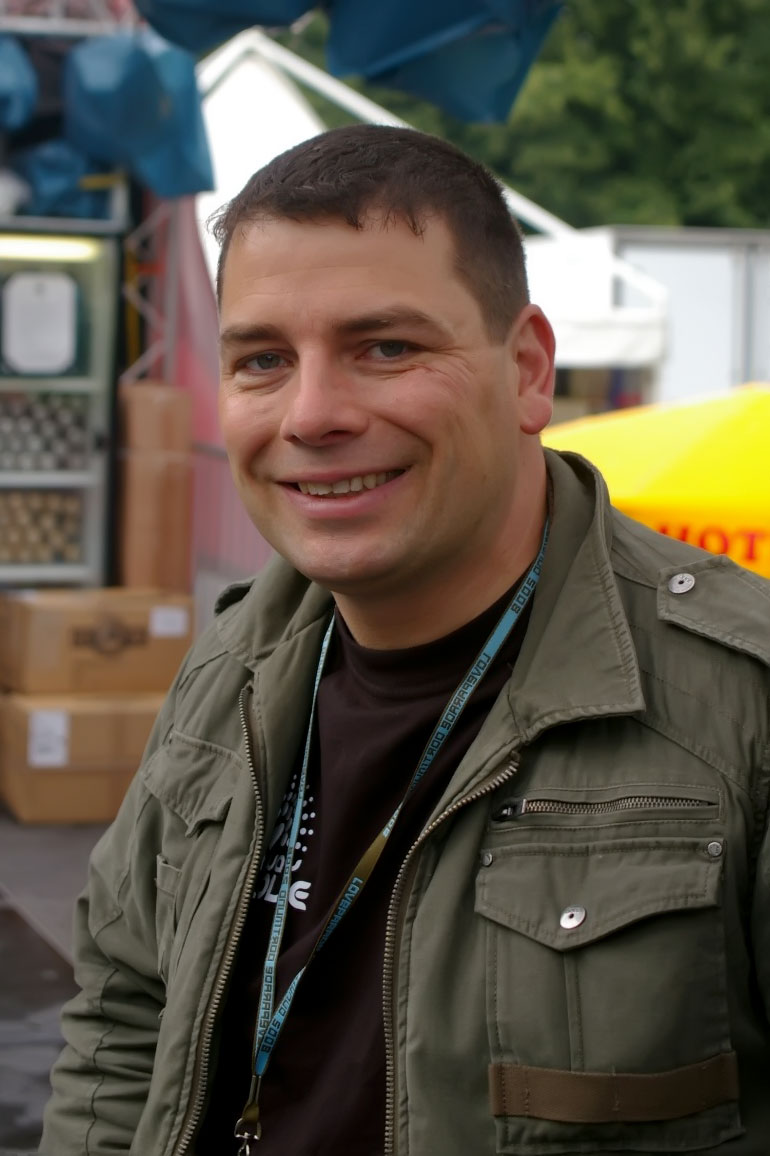
Peter Gun auf der Loveparade 2008 in Dortmund

Nicht nur als Produzent ist Peter Jürgens erfolgreich. Auch als DJ/Live Act spielt er weltweit regelmäßig auf Festivals und in Clubs rund um den Globus. Zu den bekanntesten Stationen zählen: MAYDAY 2007, Australian Tour 2006/2007/2008, [Earthcore Festival], Mexico Tour 2008/2010 sowie der Loveparade 2007/2008. Juicy Beats Festival 2019. Zu seinen Stationen gehören Clubs und Festivals in ganz Europa, Süd- und Mittelamerika.
Aktuell produziert er u. a. für Alle Farben, Robin Schulz, DJ Quicksilver, Andrew Spice (Australien), VOODOO BLEND und natürlich für sich selbst.

## Diskografie (Auszug)

### Alben
| Name        | Titel              | Label                 | Jahr |
| ----------- | ------------------ | --------------------- | ---- |
| Ten Madison | Trip Illusion      | Beats and Friends     | 2000 |
| Ten Madison | Avenue             | Millennium Records    | 2002 |
| Ten Madison | From Lust To Dust  | Millennium Records    | 2003 |
| Ten Madison | Milk               | Millennium Records    | 2004 |
| Ten Madison | Trouble In Rio     | Millennium Records    | 2005 |
| Ten Madison | Grounded           | Millennium Records    | 2006 |
| Ten Madison | Travelling         | Millennium Records    | 2007 |
| Ten Madison | Moonbay            | Iono Lounge           | 2020 |
| Peter Gun   | Pressure Point     | Millennium Records    | 2004 |
| Peter Gun   | Thicker Than Blood | Millennium Records    | 2005 |
| Peter Gun   | Friendly Fire      | Millennium Records    | 2006 |
| Peter Gun   | Strobe             | Tribal Vision Records | 2010 |
| Peter Gun   | Powder             | Tribal Vision Records | 2012 |

### Produktionen (Auszug)
| Name                          | Titel                                                      | Label                 | Jahr |
| ----------------------------- | ---------------------------------------------------------- | --------------------- | ---- |
| Peter Jürgens                 | Ride On Wheels                                             | Electribe             | 2003 |
| Peter Jürgens                 | Star / The Noise                                           | Electribe             | 2003 |
| Peter Jürgens                 | Smile                                                      | Electribe             | 2003 |
| Peter Jürgens                 | Safe N Sound Oliver Moldan & Peter Jürgens Present Prawler | Dimmer                | 2006 |
| Peter Jürgens                 | Momentaufnahme / Sponge                                    | Electribe             | 2006 |
| Peter Jürgens                 | #1                                                         | Room Recordings       | 2006 |
| Peter Jürgens                 | Love It                                                    | IO Music              | 2007 |
| Peter Jürgens                 | Übers Wasser / End Of All                                  | Electribe             | 2007 |
| Peter Jürgens                 | Like It                                                    | Electribe             | 2008 |
| Peter Jürgens                 | Afterglow ep                                               | Konfluenz Audio       | 2018 |
| Fabrikat Feat. Peter Juergens | Schieber.net                                               | Schieber              | 2008 |
| Prawler                       | Backdraft                                                  | Mugën Music           | 2000 |
| Prawler                       | Deep Sense / Trancend                                      | Mugën Music           | 2001 |
| Prawler                       | Disco / I Like You                                         | Electribe             | 2002 |
| Prawler                       | Modjo / Deepart                                            | Electribe             | 2003 |
| Prawler                       | Frisco (12")                                               | Electribe             | 2003 |
| Prawler                       | Another Disco - Another Darkroom                           | Electribe             | 2004 |
| Prawler                       | Disco Shit                                                 | On A Mission          | 2005 |
| Prawler                       | Marraca$h (12")                                            | Audio Therapy         | 2005 |
| Prawler                       | Safe N Sound (12")                                         | Dimmer                | 2006 |
| Prawler                       | Get High (12")                                             | Black-Chrome Records  | 2006 |
| Prawler                       | Phat Laces (12")                                           | Audio Therapy         | 2006 |
| Prawler                       | Club 69 EP                                                 | Audio Therapy         | 2007 |
| Prawler                       | White Trash E.P. (12", EP)                                 | Audio Therapy         | 2007 |
| Oliver Klein & Peter Jürgens  | Once You Get Started                                       | Mutekki               | 2003 |
| Oliver Klein & Peter Jürgens  | Border Colour / Let The Music Take Control                 | Mutekki               | 2004 |
| Oliver Klein & Peter Jürgens  | Scoville / Manolo                                          | Kling Klong           | 2008 |
| Oliver Klein & Peter Jürgens  | Let’s Take It                                              | Kling Klong           | 2009 |
| Gun & Gore                    | We Try                                                     | Powder Records        | 2007 |
| Gun & Gore                    | Wearing Flip Flops                                         | Babylon Records       | 2007 |
| Voodoo Blend                  | Voodoo Blend                                               | A-Site Records        | 2019 |
| Voodoo Blend                  | Latex                                                      | A-Site Records        | 2019 |
| Voodoo Blend                  | Pulskraft                                                  | A-Site Records        | 2019 |
| Peter Gun                     | Main Attraction / The Chase                                | Millennium Records    | 2002 |
| Peter Gun                     | Basic Pill / Pressure Point                                | Millennium Records    | 2003 |
| Peter Gun                     | Unspoken Word                                              | Millennium Records    | 2004 |
| Peter Gun                     | Destiller EP (12", EP)                                     | Millennium Records    | 2005 |
| Peter Gun                     | ZuHouse Rocker* vs. Peter Gun - Fuck DJ Murderhouse        | ZuHouse Records       | 2006 |
| Peter Gun                     | Damn Words / Through The Summer                            | Vapour Recordings     | 2007 |
| Peter Gun                     | Gun* & Napalm* - Choke                                     | Elektro-Lyte Records  | 2007 |
| Peter Gun                     | Martin H & Peter Gun - Casino (12")                        | Invent Recordings     | 2007 |
| Peter Gun                     | Magic Monkey EP                                            | Air Snare Records     | 2009 |
| Peter Gun                     | Barbeque Shapes                                            | Tribal Vision Records | 2010 |
| Peter Gun                     | Spooky EP                                                  | Tribal Vision Records | 2012 |
| Peter Gun                     | Rock You                                                   | Tribal Vision Records | 2012 |
| Peter Gun                     | DJ Slater* & Peter Gun - Overture In Black                 | Tribal Vision Records | 2019 |
| u. v. a.                      |                                                            |                       |      |

### Remixes (Auszug)
| Name                                                | Titel                                                          | Label                                            | Jahr |
| --------------------------------------------------- | -------------------------------------------------------------- | ------------------------------------------------ | ---- |
| Deepseadiver (King-O Remix)                         | Blusonic - Deepseadiver                                        | Orbit Records                                    | 1997 |
| Jam On The Moon (King-O Breaker's Dance Mix)        | DJ Errik - Jam On The Moon                                     | Fire Recordings                                  | 1998 |
| No Good For Me (King O Remix)                       | Bruce Wayne - No Good For Me                                   | X-IT Records                                     | 1998 |
| Mehndi (King O. Remix)                              | Exit EEE - Mehndi (12")                                        | No Respect Records                               | 1999 |
| Beachball (Oliver Moldan Remix)                     | Nalin & Kane - Beachball 2003                                  | Urban                                            | 2003 |
| Slicky Disko (Peter Jürgens Remix)                  | Disko Slickers* - Slicky Disko                                 | Electribe                                        | 2003 |
| Nobody (Likes The Records That I Play) (D&K Mix)    | DJ Tocadisco* - Nobody (Likes The Records That I Play)         | Superstar Recordings                             | 2003 |
| Freefall (Prawler Mix)                              | Oliver Moldan - Freefall (12")                                 | Superstar Recordings                             | 2003 |
| You & Me (Dabruck & Klein Mìx)                      | Cirque - You & Me (12")                                        | Superstar Recordings                             | 2003 |
| Slicky Disko (Peter Jürgens Remix)                  | Daniel Bruns & Taucher - Eye-Trance 06                         | EDM                                              | 2003 |
| Addicted (Addicted To Prawler Mix)                  | H.A.N.Z. & DJ 88 Keys* Feat. Deborah Woodson Addicted (12")    | Clubstar                                         | 2004 |
| Klein Aber Doktor (Alexander Ligowski Remix)        | Various - Goa X                                                | Yellow Sunshine Explosion                        | 2004 |
| Fascination (D&K Mix)                               | Proper Filthy Naughty - Fascination                            | Superstar Recordings                             | 2004 |
| Milk & Sugar Feat. Lizzy Pattinson - Jezabel        | Milk & Sugar Recordings                                        | MSRM                                             | 2005 |
| I Thought That... (Plastik Funk Electroclash Mix)   | The Migrants - I Thought That... (12")                         | Sure Player Black Label                          | 2005 |
| Cloudbrake (Oliver Moldan Remix)                    | Dave Seaman - This Is Audiotherapy                             | Audio Therapy                                    | 2005 |
| Little Bitch (Peter Jürgens - DJ Bitches Rmx)       | Patric & Timo - Little Bitch                                   | Superstar Recordings                             | 2006 |
| Killer (Peter Jürgens)                              | Twisted Society - Killer                                       | WEA                                              | 2006 |
| Addicted (Addicted To Prawler Remix)                | Various - Clubstar Kultbox Vol. 2 - It’s All About House Music | Clubstar                                         | 2006 |
| Undisco Me (Peter Jürgens Remix)                    | Billie Ray Martin - Undisco Me                                 | Rebirth                                          | 2007 |
| Undisco Me (Peter Jürgens Remix)                    | Various - DJ Selection 144 - Elektro Beat Shock 4              | Do It Yourself Entertainment Strategic Marketing | 2007 |
| Sweet Lullaby (Peter Gun’s Akasha Mix)              | Various - Wonderland 2007 - International Trancedance Festival | European Dance Recordings                        | 2007 |
| Human You (Peter Jürgens Remix)                     | Ante Perry Vs. Tube & Berger - Flashing Disco Sounds E.P.      | Moonbootique Records                             | 2008 |
| Shanghigh (Peter Jürgens Remix)                     | DJ Slater* - Electronic Ladyland                               | Millennium Records                               | 2008 |
| The Tease (Oliver Klein & Peter Jürgens Remix)      | Erphun - The Tease / Tool                                      | Mutekki                                          | 2008 |
| Golem (Oliver Klein & Peter Juergens Remix)         | Weki - Golem EP                                                | Tribal Vision Records                            | 2009 |
| Da Shizzy (Peter Gun Remix)                         | Blackout (5) - New Perspective Vol. 2                          | Spintwist Records                                | 2009 |
| Golem (Oliver Klein & Peter Juergens Remix)         | Various - Chronicles IX: Summer                                | Tribal Vision Records                            | 2009 |
| The Ridge (Oliver Klein & Peter Jürgens Remix)      | Various - Elektro Berlin Vol:5 - Feel The Vibe Of The Night    | Pink Revolver                                    | 2010 |
| Just A Ride (Peter Jürgens Remix)                   | Tube & Berger - Introlution (The Remixes)                      | Kittball Records                                 | 2013 |
| Viaje En Tango (Oliver Klein & Peter Jürgens Remix) | Various - The Tango Club Night, Vol. 3                         | Lola’s World                                     | 2014 |
| Just A Ride (Peter Jürgens Remix)                   | Tube & Berger - Introlution (The Remixes)                      | Kittball Records                                 | 2013 |
| Peter Jürgens - The Tango Club Night, Vol. 3        | Viaje En Tango (Oliver Klein & Peter Jürgens Remix)            | Lola’s World                                     | 2014 |
| u. v. a.                                            |                                                                |                                                  |      |